# 구로키 다메모토
구로키 다메모토(일본어: 黒木為楨, 1844년 5월 3일(덴포 15년 3월 16일) ~ 1923년(다이쇼 12년) 2월 3일)는 일본 제국의 군인이다. 통칭은 시치자에몬(七左衛門)이다. 구로키는 러일 전쟁 당시 일본 육군 제1군을 지휘했고, 압록강 회전, 요양 회전, 사하 전투, 봉천 회전 등에서 연승을 거두었다.